# Ochyrocera cachote
Ochyrocera cachote là một loài nhện trong họ Ochyroceratidae. Loài này phân bố ở Hispaniola.